# آنا دوسن
آنا دوسن (بالإنجليزية: Anna Dawson)‏ هي ممثلة بريطانية، ولدت في 27 يوليو 1937 في بولتن في المملكة المتحدة.

## وصلات خارجية
- آنا دوسن على موقع IMDb (الإنجليزية)
- آنا دوسن على موقع أول موفي (الإنجليزية)
- آنا دوسن على موقع قاعدة بيانات الأفلام السويدية (السويدية)
- آنا دوسن على موقع قاعدة بيانات الفيلم (الإنجليزية)
- آنا دوسن على موقع كينوبويسك (الروسية)